# Laurids Thura
Laurids Thura, född den 20 augusti 1657 i Nakskov, död den 1 april 1731, var en dansk biskop. Han var far till litteraturhistorikern Albert Thura och till arkitekten Laurids de Thurah. 
Thuras far, magister Laurids Mortensen Vidsted, var präst och kyrkoherde i Nakskov. Han tog studentexamen 1676 i Köpenhamn. Han avlade akademisk examen och arbetade som rektor i Köge innan han fortbildade sig genom utbildningsresor till Holland och England. Han vistades två år i Leiden, där han blev nära vän med Frederik Rostgaard. Han tjänstgjorde sedan som präst för den holländska församlingen i Köpenhamn. Senare utnämndes han till domprost i Århus innan han blev biskop i Ribe. 
Psalmförfattare representerad i den danska Psalmebog for Kirke og Hjem.